# Alfred Dannenberg (Gewerkschafter)
Alfred Dannenberg (* 8. März 1906 in Hannover-Linden; † 19. November 1999 in Genf) war ein deutscher Gewerkschafter aus Hannover, der im Widerstand gegen das NS-Regime aktiv war und ins Exil ging. Nach 1945 hatte er führende Positionen in der IG Metall und im Internationalen Metallgewerkschaftsbund inne.

## Leben
Alfred Dannenberg wurde 1906 in Hannover-Linden geboren. Sein Vater war Fabrikarbeiter und stammte, wie seine Mutter, aus Landarbeiterkreisen. Nach der Schule begann er 1920 eine Lehre als Schlosser bei den Lindener Eisen- und Stahlwerken, wo er auch in den Deutschen Metallarbeiterverband (DMV) eintrat. Von 1922 bis 1924 war er Mitglied der Jugendgruppe des DMV. Alfred Dannenberg wurde 1922 Mitglied und kurz darauf Funktionär der Sozialistischen Arbeiter-Jugend. 1924 wurde er Mitglied der SPD, trat jedoch schon im Jahr 1925 wieder aus. Im selben Jahr wurde er Mitglied beim Internationalen Sozialistischen Kampfbund (ISK).
Nach Abschluss der Lehre war er arbeitslos und fand erst 1926 Arbeit bei der Firma Hanomag im Motorenbau. In der Zeit von 1928 bis 1935 war er häufig arbeitslos und fand verschiedene kurzfristige Beschäftigungen bei mehreren Firmen in Hannover. Im Jahr 1933 nahm er am Aufbau von illegalen Gewerkschaftsgruppen teil, die sich in Hannover in ihrer Führung meistens aus ehemaligen Funktionären der Gewerkschaftsjugend zusammensetzten. Ab 1935 bis 1938 arbeitete er wieder bei der Hanomag, diesmal im Gerätebau. Aufgrund seiner politischen Tätigkeit wurde der 1938 von der Gestapo gesucht, konnte aber zunächst in die Schweiz flüchten.
In der Zeit der Emigration von 1938 bis 1945 lebte er in verschiedenen Ländern, zunächst in der Schweiz und Liechtenstein. Zwei Monate vor Beginn des Zweiten Weltkrieges erhielt er im Juni 1939 eine Einreiseerlaubnis nach England. Dort lebt er erst in Southampton, später in Bournemouth und wurde im Mai 1940 als Deutscher interniert. Wegen der Kriegskrise auf dem Kontinent wurde er 1940 nach Australien verschickt, von wo er erst im Oktober 1942 nach London zurückkehrte. Ab November 1942 bis Juni 1944 arbeitete er im Werkzeugbau einer Londoner Pumpenfirma. Ab 1944 trat er eine Stellung als Sachbearbeiter für „Arbeitsfragen in Deutschland“ und als Übersetzer bei einer amerikanischen Regierungsstelle an. Von 1943 bis 1945 war er Mitglied einer englischen Metallarbeiter-Gewerkschaft – der Amalgamated Engineering Union. Zur gleichen Zeit war er Mitglied der gewerkschaftlichen Emigrantenorganisation deutscher Flüchtlinge, bis er 1945 zurück nach Deutschland kam. Er trat 1945 in Hannover wieder in die SPD ein.

## Gewerkschaftsarbeit
Schon 1945 begann er zusammen mit Otto Brenner, den er wahrscheinlich bereits in den 1930er Jahren bei der Hanomag kennengelernt hat, neue Gewerkschaftsstrukturen der späteren IG Metall in Hannover aufzubauen. Zusammen mit Otto Brenner und Heinrich Menius prägte er die Arbeit der IG Metall in Hannover in der Zeit von 1945 bis 1954 entscheidend. Im Jahr 1946 wurde er als 2. Vorsitzender der IG Metall Hannover gewählt. Nach der Umstrukturierung der Gewerkschaften wurde er 1948 als Nachfolger von Otto Brenner – nun mit der neuen Bezeichnung – als 1. Bevollmächtigter der IG Metall Verwaltungsstelle Hannover gewählt. In dieser Zeit konnte Dannenberg zusammen mit seinen Kolleginnen und Kollegen die IG Metall in Hannover zu einer einflussreichen Organisation formen. Die Zahl der Mitglieder der IG Metall nahm in dieser Zeit stark zu: Nach dem Neustart der IG Metall im Jahr 1945 hatte sie in Hannover Ende 1946 bereits über 12.000 Mitglieder und 1954 schon fast 30.000 Mitglieder. Von 1953 bis 1954 war er Bezirksleiter des IG Metall Bezirks Hannover, bis er stellvertretender Generalsekretär des Internationalen Metallgewerkschaftsbundes in Genf wurde – der heutigen IndustriALL Global Union. In dieser Funktion unterstützte er die Bildung von Gewerkschaften in verschiedenen Entwicklungsländern, wobei ihn seine Dienstreisen quer durch Asien und Afrika führten.
1971 ging er in Rente und lebte mit seiner Lebenspartnerin weiter in Genf. Alfred Dannenberg starb dort im November 1999 im Alter von 93 Jahren an Krebs.